# Andreu Martín
Pour les articles homonymes, voir Martín.
 (octobre 2018).
Si vous disposez d'ouvrages ou d'articles de référence ou si vous connaissez des sites web de qualité traitant du thème abordé ici, merci de compléter l'article en donnant les références utiles à sa vérifiabilité et en les liant à la section « Notes et références ».
Œuvres principales
No pidas sardinas fuera de temporada (No demanis llobarro fora de temporada)
Andrés Martín Farrero, dit Andreu Martín, né à Barcelone le 9 mai 1949, est un romancier, bédéiste et scénariste espagnol d'origine catalane. Connu en Espagne pour ses bandes dessinées, il l'est surtout en France pour ses romans noirs parus en Série noire et pour la série des Flanagan, romans jeunesse écrits en collaboration avec Jaume Ribera (es).

## Biographie
Diplômé en Psychologie de l'Université de Barcelone en 1971, il n'exercera jamais dans ce domaine au profit de l'écriture de scénario de bandes dessinées. Dès 1965, il imagine, avec Edmond Ripoll aux dessins, la série de science-fiction Fantasia S.A., parue en français sous le titre Fantasia et Cie dans les dix premiers numéros de la revue Antarès. Pour le marché allemand, il crée, avec le dessinateur Suso, la série Dave Wheeler, publiée en France dans la revue Yataca. En 1983, il collabore avec Josep Gual pour Jeff Blake, el Hombre de Pinkerton.
Outre son activité de bédéiste, Martín se fait un nom dès 1969 dans la littérature d'enfance et de jeunesse avec Vampire malgré moi (1969), et plus tard avec La Sardine (1989), ce dernier roman amorçant la série de l'adolescent détective Flanagan, son personnage le plus célèbre, dont les aventures ont été traduites en plusieurs langues.
À partir de la fin des années 1970, Andreu Martín publie un grand nombre de romans policiers, dont Prothèse, L'Amour de l'art, Barcelona Connection. Il y aborde des thèmes peu courants dans la littérature ibérique, notamment l'homosexualité dans Un homme peut en cacher un autre. Il contribue ainsi à la création et au développement du roman policier espagnol moderne aux côtés de Manuel Vázquez Montalbán et Francisco González Ledesma. Il participe aussi à différentes revues espagnoles et françaises, notamment Métropole, Cambio 16 et El Jueves.
Homme de théâtre et fin dialoguiste, il est l'auteur de trois pièces pour la scène et touche à l'occasion au cinéma. Il est le scénariste de deux films réalisés par Fernando Colomo : Estoy en crisis (1982) et Le Chevalier du dragon (1985). Il adapte également son roman Barcelona Connection pour le réalisateur Miguel Iglesias et contribue à des séries télévisées espagnoles.
Époux de la dessinatrice argentine Mariel Soria, il réside à Barcelone.

## Œuvre

### Romans
Signés Andreu Martín
- Aprende y calla (1979)
- El Signor Capone no está en casa (1979)
- Pròtesis (1979) Publié en français sous le titre Prothèse, Paris, Gallimard, coll. « Série noire » no 2360, 1994
- A navajazos (1980)
- La otra gota de agua (1981)
- Por amor al arte (1982) Publié en français sous le titre Pour l'amour de l'art, Paris, Le Mascaret, 1988 ; réédition, Paris, UGE, coll. « 10/18 » no 2486, 1994
- Si es no es, (1983) Publié en français sous le titre Un homme peut en cacher un autre, Paris, Seuil, 1995 ; réédition, Paris, Seuil, coll. « Points » no 245, 1996
- El caballo y el mono (1984)
- Amores que matan, ¿y qué? (1984)
- El día menos pensado (1986) Publié en français sous le titre Un de ces jours, Paris, Éditions Caribéiennes, coll. « Negro Polar », 2004
- Crimenes de aficionado (1987)
- Història de mort (1988)
- Barcelona Connection (1988) Publié en français sous le titre Barcelona Connection, Paris, Gallimard, coll. « Série noire » no 2499, 1998
- A martillazos (1988)
- El que persigue al ladrón (1988)
- Cuidados intensivos (1989)
- Deixeu-me en pau (1989)
- Lo que más quieras (1990)
- Jesús a l'infern (1990) Publié en français sous le titre Jésus aux enfers, Paris, Gallimard, coll. « Série noire » no 2436, 1996
- El hombre de la navaja (1992) Publié en français sous le titre L'Homme au rasoir, Paris, Gallimard, coll. « Série noire » no 2634, 2001
- La camisa del revés (1992)
- Per el amor de Dios (1994)
- Jugar a matar (1995)
- Fantasmes quotidians (1996)
- Muts i a la gàbia - El Poulpe (1998) Publié en français sous le titre Le Poulpe : Vainqueurs et cons vaincus, Paris, Éditions Baleine, coll. « Le Poulpe » no 144, 1999 ; réédition, Paris, Librio no 501, 2001
- Bellíssimas personas (2000) Publié en français sous le titre Bien sous tous rapports, Paris, Gallimard, coll. « Série noire » no 2727, 2005
- Juez i parte (2002)
- Los Miedos de la ciudad sin miedo (2002)
- Conejo con caracoles (2002)
- Corpus Delicti (2002)
- Asalto a la Virreina (2004)
- Con los Muertos no se juega (2005)
- La Clave de las Llaves (2005)
- Impunidad (2005) — en collaboration avec Veronica Vila-San-Juan
- La Monja que perdio la cabeza (2006)
- Piel de policia (2006)
- El blues del detectiu immortal (2006)
- El blues de la setmana més negra (2007)
- Si hay que matar, se mata (2007)
- De todo corazon (2007)
- Barcelona tràgica (2009)
- El blues de la ciudad inverosimil (2009)
- El blues d'una sola baldosa (2009)
- El com del crim (2011)
- Sociedad negra (2013) Publié en français sous le titre Société noire, Paris, Asphalte, coll. « Fictions Asphalte », 2016
- Los escupitajos de las cucarachas no llegan al séptimo sótano del pedestal donde se levanta mi estatua (2014)
- La violencia justa (2016)
- El lado oscuro (2017)
- El harén del Tibidabo (2018)

Signé Marti Sarroca
- La Chica que lo ensenaba todo (1987)

Signé Kenneth Cross
- Guerra ciega (2003)

### Recueil de nouvelles signé Andreu Martín
- Niños que muerden a perros (2012)

### Romans de littérature d'enfance et de jeunesse
Série Flanagan
- No demanis llobarro fora de temporada (1987) Publié en français sous le titre La Sardine, Paris, Hachette, coll. « Bibliothèque verte » no 806, 1990
- Tots els detectius es diuen Flanagan (1990) Publié en français sous le titre Tous les détectives s'appellent Flanagan, Paris, Gallimard, coll. « Page noire », 1995 ; réédition, Paris, Gallimard, coll. « Page noire » no 20, 1998
- No te'n rentis les mans, Flanagan (1993)
- Flanagan de luxe (1994) Publié en français sous le titre Flanagan de luxe, Paris, Gallimard, coll. « Page noire », 1997 ; réédition, Paris Gallimard, coll. « Page noire » no 21, 1998
- Alfagann és Flanagan (1994) Publié en français sous le titre Alfagann c'est Flanagan, Paris, Gallimard, coll. « Page noire » no 28, 1998
- Flanagan Blues Band (1996) Publié en français sous le titre Enfer et Flanagan, Paris, Gallimard, coll. « Scripto », 2004
- Flanagan 007 (1997)
- Només Flanagan (2000)
- Els vampirs no creuen en Flanagans (2002)
- El diari vermell d'en Flanagan (2004)
- Jo tampoc em dic Flanagan (2005)
- Flanagan Flashback (2009)

Série La naturaleza en peligro
- Salvemos la Antártida (1987)
- S.O.S.: Canguros (1987)
- Infierno forestal (1987)
- Operación 20 tigres (1987)
- Mar Negro, mar muerto (1988)
- El caso Moby Dick (1989)

Série Tres Catorce
- Me llaman Tres Catorce (1998)
- Tres Pi erre que erre (2000)
- El tercero de los tres (2001)

Série Gregorio Miedo y Medio
- Gregorio Miedo y Medio (2000)
- Muertos de miedo (2000)
- Visto y no visto (2002)

Série Wendy
- La noche que Wendy aprendió a volar (2006)
- Wendy ataca (2009)
- Wendy y el enemigo invisible (2011)
- El dia que Wendy conoció al monstruo (2013)

Autres romans jeunesse
- Terrible poción (1969)
- Yo también fui vampiro (1969)
- La maldición del brujo (1969)
- Cómo crear un fantasma (1969)
- Mi mejor amigo (1969)
- El gran corazón de Moira (1969)
- El mundo invisible (1969)
- Tiempo de sobra para idear (1969)
- En la piel de otro (1969)
- Su segunda vida (1969)
- Vampiro a mi pesar (1992) Publié en français sous le titre Vampire malgré moi, Paris, Gallimard, coll. « Folio junior » no 978, 2001
- Cero a la izquierda (1993)
- El amigo Malaspina (1994)
- Pulpos en un garaje (1995)
- Ideas de bombero (1996)
- El viejo que jugaba a matar indios (1997) Publié en français sous le titre Lieux du crime, Paris, Flammarion, coll. « Castor poche » no 649, 1998
- Mentiras de verdad (2000)
- El diablo en el juego de rol (2003)
- Chats (2005)
- Los dueños del paraíso (2005)
- Gen (2008)

## Prix et distinctions
- Prix national de Littérature infantile et juvénile 1989 pour La Sardine
- Prix Hammett 1989 pour Barcelona Connection

## Biographie
- Claude Mesplède (dir.), Dictionnaire des littératures policières, vol. 2 : J - Z, Nantes, Joseph K, coll. « Temps noir », 2007, 1086 p. (ISBN 978-2-910-68645-1, OCLC 315873361), p. 314-315.